# Tur & retur
Tur & retur är en svensk komedifilm från 2003 i regi av Ella Lemhagen. 

## Handling
Det är fredag eftermiddag och alla barn med frånskilda föräldrar packar sina saker och gör sig redo för helgen.
Julia och Martin är dödströtta på att jämt behöva flänga fram och tillbaka mellan sina respektive föräldrar.
Slumpen för dem samman på flygplatsen och de upptäcker att de är väldigt lika.
Då bestämmer de sig för att byta plats, och beger sig var för sig ut på en resa som kommer förändra deras liv för alltid. Till slut inser My, efter att ha sett Martin kissa stående i skogen, att Martin inte är Julia, varpå hon frågar honom var den riktiga Julia är och får svaret "norska gränsen".

## Rollista
- Amanda Davin - Julia / Martin
- Helena af Sandeberg - Kicki, Julias mamma
- Jørgen Langhelle - Torkel, Martins pappa
- Torkel Petersson - Peter, Kickis nya kille
- Julia Ragnarsson - My, Peters dotter
- Inga Landgré - Greta
- Ia Langhammer - Marianne
- Leonard Goldberg - Joakim
- Henny Moan - farmor
- Bjørn Floberg - farbror Sverker
- Mattias Silvell - Anders
- Ville Bergman - Jonatan
- Sarah Lindh - Faster Bodil
- Robert Wells - Sig Själv
- Mia Poppe - Linda
- Alexandra Zetterberg - Rose
- Åsa Johannisson - Flygvärdinna
- Annika Kofoed - Blomförsäljerska

## Musik i filmen
- Burden, kompositör Kaada, framförs av Kaada
- Love So True, kompositör Kaada, framförs av Kaada
- Convictions, kompositör Kaada, framförs av Kaada
- Sommardröm, kompositör Robert Wells, framförs av Robert Wells
- Nutrocker  ("Nötknäpparsviten"), kompositör Pjotr Tjajkovskij, musikarrangör Robert Wells, framförs av Robert Wells
- Rhapsody in Rock 1', kompositör Robert Wells, framförs av Robert Wells
- Kantat, BWV 147, "Herz und Mund und Tat und Leben". Jesus bleibet meine Freude, kompositör Johann Sebastian Bach, instrumental.